# 解脱国际
解脱国际是一个支持和推动安乐死合法化的国际非营利组织。 其前身为“自愿安乐死研究基金会（Voluntary Euthanasia Research Foundation）”。和解脱国际类似的协助自杀组织还有尊严、最终解脱（Final EXIT）等。
解脱国际由菲利普·尼奇克博士于1997年在澳大利亚北领地通过全球首部合法安乐死法律《1995年末期病患权利法》之后成立。根据本法案，尼特舍克博士成为全球首位管理合法、致命、自愿注射的医师。
截止2011年，解脱国际拥有3,500名会员，其平均年纪在75岁。

### 脚注
1. ↑  中文译名参考自纽约时报中文网报道《在《欢乐颂》中离世：104岁科学家选择安乐死》与瑞士广播电视集团旗下网站瑞士资讯的报道《赴瑞士安乐死 104岁澳洲科学家终如愿》。

### 出典
1. ↑  . news.zdnet.com.   [2009-01-06]. （原始内容存档于2009-11-29）.
2. ↑  . finalexit.org.   [2009-05-15]. （原始内容存档于2008-07-25）.
3. ↑  . exitinternational.net.   [2009-01-07]. （原始内容存档于2012-03-27）.
4. ↑  Kennedy, Dominic. . TimesOnline (London: News Intl).   [2011-07-24]. ISSN 0140-0460.[]
5. ↑  Dutter, Barbie. . 每日电讯报 (London: Telegraph Media Group). 2011-04-24  [2011-07-24]. ISSN 0307-1235. OCLC 49632006. （原始内容存档于2018-06-15）.